# Glossar zu den Indikationsangaben im Kleinen Destillierbuch
Diese Liste enthält ein Glossar zum Kleinen Destillierbuch.

## Glossar zu den Indikationsangaben imKleinen DestillierbuchdesHieronymus Brunschwig
| Wort                                                     | Erklärung | Beispiel |
| -------------------------------------------------------- | --- | --- |
| agalaster ougen, aglosten ougen, egersten ougen          | „Elster-Augen“, Warzen. (Grimm: agalaster = pica, elster) | Breitblättrige Wolfsmilch. Kleines Destillierbuch, Wolffs milch krut … A … gůt so man die aglösten ougen beschniden ist da mit geweschen … |
| ammal, anmal                                             | Muttermal, Narbe, Fleck. Grimm: anmal, anmahl = macula, naevus, cicatrix | Echte Nelkenwurz. Kleines Destillierbuch, Benedicten krut … G … vertribt die můter mal die anmal genant sint … Vielblütige Weißwurz. Kleines Destillierbuch, Wiß wurtz … E … ist vertriben die můter oder ammol … |
| berlin, dropfen                                          | Lähmung nach Schlaganfall, seltener auch Hitze in Haut und Gelenken. Lorenz Fries 1518: Von dem parli, oder handt gottes, oder schlag. | Goldlack. Büchlein von den ausgebrannten Wässern, Gelb veyel. … Es ist auch gůt den die daz Paralisis oder der schlag getroffen hat das jm die zung lam ist vnd nit gereden kann … vnd dem es die seyten getroffen hat. Kleines Destillierbuch, Gel Violen. … L … Ist gůt den die daz paraliß oder den dropfen habent das in die zung lam ist vnd nit reden mügen vnd dem es die syten droffen hat. Waldgeißblatt. Büchlein von den ausgebrannten Wässern, Spöck lilien… ist gůt wen der tropff oder schlag getroffen hat … Kleines Destillierbuch, Linien Blumen … K … ist gůt den der schlag troffen hat. … Gartensalat. Kleines Destillierbuch, Lattich … E … Weret dem paralisis das es den menschen nit an kummen mag … wan es ist gůt für den tropffen … Große Brennnessel. Kleines Destillierbuch, Nesseln wurtzel. … E benympt den dropffen des paralisis oder berlins. Basilikum. Kleines Destillierbuch, Gross Basilien … A … für dz paralisis oder berly / und die glider die erlampt sint, mit geriben … Salbei. Kleines Destillierbuch, Orecht salbei … B … ist gůt für dz berlin vnd die glider domit geriben … Salbeien… D … ist gůt den die ungesprechig sint / und den das paralis oder das berlin od der schlagk die zunge gedroffen hat … Gemeine Pfingstrose. Kleines Destillierbuch. Beonien Rosen … A … ist gůt so eyn mensch der troff geschlagen hat / vnd nit reden kan … Rosmarin. Kleines Destillierbuch. Roßmarynen krut … G … welchem sin schinbein od knüeer schiben oder bein geschwollen sint von dem tropffen / oder den geschwer … Wasserschierling und (oder) Gefleckter Schierling. Kleines Destillierbuch. Wuntscherling … E … ist gůt für den hitzigen dropfen … tücher darinnen genetzt vnd vber die selbigen glyder geschlagen. |
| bermůter                                                 | Menstruationsbeschwerden, Darm-Kolik. Im Büchlein von den ausgebrannten Wässern und – daraus übernommen – im Kleinen Destillierbuch war der Ausdruck „bermůter“ eine Kurzform für „Gebärmutter“ bzw. für das „Aufsteigen der Gebärmutter“ und die dadurch entstehenden Schmerzen im Unterbauch. Der Ausdruck „bermůter“ wurde im 15. Jh. aber auch geschlechts- und altersunabhängig allgemein zur Bezeichnung von krampfhaften Schmerzen (Koliken) im Unterbauch verwendet. Johann Andreas Schmeller: Bermuetter Matthias Lexer: ber-muoter, gebärmutter matrix, colica                            | Kleines Habichtskraut. Büchlein von den ausgebrannten Wässern. Meüßor. … weret auch der bermůter / es ist auch gůt für das därmgegicht … vnd ist gůt den frawen den die můter übersich steigt vnd sich krencken vnd den grymen vmb den nabel haben. Kleines Destillierbuch. Mysor. … B … weret der bermůter. C … ist ouch gůt für das darm geiycht … G … ist gůt den frowen den die můter über sich styget vnd sich gern brechent vnd das krimmen haben vmb den nabel … Gewöhnlicher Löwenzahn Büchlein von den ausgebrannten Wässern Pfaffenkraut. … ist gůt den frawen vnd manen zů trincken wenn in die můter in dem lybe vnrein ist oder wee thůt … Kleines Destillierbuch. Pfaffenkrut rörlin. … D … ist gůt mannen vnd frowen für die můter im lyb … Eberraute. Büchlein von den ausgebrannten Wässern Stabwurtz … ist gůt den kinden für … das grymmen in dem bauch. es ist auch gůt den kinden die dye bermůter haben … Kleines Destillierbuch. Schoß wurtz … E … ist gůt den frowen was innen gebrist an ir heimlich statt / vnd sübert ire gesücht … N … ist gůt für das krimmen in dem buch. O … gůt für die bermůter … Beifuß. Büchlein von den ausgebrannten Wässern. Beyfůß … bringt der frawen kranckheit … vertreibt die bermůter … Kleines Destillierbuch. Bucken … A … bringt den frawen ir heimlich sůcht … B … purgieret ouch die zyt der frauwen mit der můter … Schöllkraut. Büchlein von den ausgebrannten Wässern. Schölkraut … Ist auch gůt getruncken für die bermůter … Kleines Destillierbuch. Schelwurtz … D … ist gůt für die bermůter … Linde. Büchlein von den ausgebrannten Wässern. Lindenblüe … es ist auch gůt für die bermůter … Kleines Destillierbuch. Linden blüet … B … ist gůt so ein man oder frow / knab oder kynd die můter oder das darm geiycht hat … Wolf. Konrad von Megenberg. Buch der Natur. Von dem Wolf. Aristoteles spricht.daz des wolfes pluot und auch sein mist guot sein für den grimmen in dem leib, den man haizt die permuoter und haizt ze latein colica. … Quitte. Konrad von Megenberg. Buch der Natur. Kütten … verstellet den leib an der ruor, aber ez pringt dick die permuoter in dem leib. … Mutterkorn. Heidelberg, Cpg 545, Blatt 70v … Fur die helf muter. Item fur die heffmutter oder permutter. Nym lorper wurcz [ Lorbeer-Früchte ] vnd weydwurcz [ Weißwurz-Wurzeln ] rocken muter [ Mutterkorn ] gepulvert vnd yn wein getruncken warm. |
| betris, betteris                                         | bettlägerig, krank, gelähmt | Rosmarin. Kleines Destillierbuch. Rosmarin … Z … ist gůt dem paralitico das ist ein bettryß … Bilsenkräuter. Cod. Donaueschingen 793, 2. Hälfte 15. Jh. Blatt 32r, … Pilsen wasser Ist gütt furr das paralis das ist petrischsichait … Rosen. Solothurn, Cod. S 386, Ravensburg 1463–1466, Blatt 133v-134r, Rossen wasser ist wenig kalt vnd uast trucken vnd besterckt das hercz gar wol vnd den haissen magen vnd ist gůtt jn der pestilencz vnd zů ainem haissen houpt vnd zů den haissen oug schwer vnd zů der rött der ougen vnd ist pettrisskait man wirt och wol da von schlaffen es verbirgt och die vsseczikait vnd das antlút wirt da uon schön vnd clare man sol sin aber nit trinken nur salben |
| blat im hals                                             | Halszäpfchen (uvula); „das Blatt im Hals schießt vor die Kehle“: Angina tonsillaris. | Hirschzungenfarn. Kleines Destillierbuch. Hyrtzzung.… L … do ein mensch das plat oder das zepfel in der kellen wachset oder da eim die kel sere oder ruch wer vnd we det … Oregano. Kleines Destillierbuch. Tosten … B … vertrybt vnd niderlegt das blat im halß … Duftveilchen. Gart der Gesundheit. Viola … Benemen vuulam. das ist das blat in der kelen. … Hieronymus Bock, 1539, Mertzen Violen … Heilet das Halßgschwär Anginam. |
| breune, brune                                            | Braune oder schwarze Verfärbung der Zunge und der Mundschleimhaut bei starken Fiebern. | Kleine Braunelle. Büchlein von den ausgebrannten Wässern. Brunellen. … besunderlich für krüme vnd fewle in dem mund vnd was von böser vnnatürlicher hitz kompt … Gart der Gesundheit. Brunellen. … sunderlichen die fule oder brune in dem hals … Kleines Destillierbuch. Brunellen. … E … gůt für dz essen in dem mund vnd halß … sund füle oder brennung in dem mund vnd halß vnd fur die bletterlin in dem mund. … M … hilffet wol dem die zung schwartz von hitzen ist worden. Kriechender Günsel. Kleines Destillierbuch. Guldin gunsel … hilfft dem die zung schwartz ist worden in heissen siechtagen … Portulak. Kleines Destillierbuch. Burtzeln … H Burtzeln wasser getruncken / yedes mal vff III oder IIII lot ist gůt für die pestilentz genant ein preservativum. Darumb ouch burtzeln wasser vff II lot dar in gebeißt über nacht X gersten körner schwere psillien somen [Plantago afra] / darin genetzt ein clein bad schwemlin vnd uff die zung gestrichen zum tag III oder IIII mal / dz hilffet dem die zung schwartz ist worden in einem heissen siech tagen / als in d pestilentz vnd heyssen ritten [Fiebern]. |
| diech, dyeher                                            | Oberschenkel an Menschen und Tieren | Alant Nikolaus Frauenlob … Wem dy dÿeher ader lennde we thuendt. Man sal alandt wrczen ze stössen mit sambt dem safft vnd auff dÿ dieher legen ader auff dÿ lenndt pinden das hilfft für den siechtumb der in den lenden herscht. |
| dropfen                                                  | Siehe unter berlin | |
| engerling, eyngeling                                     | Unreinheit der Haut | Edle Weinrebe. Kleines Destillierbuch. Frühjahrsschnitt der Weinrebe. … E … vertrybet die eyngeling in dem angesicht … |
| erneren, ernören                                         | heilen | Gemeine Ochsenzunge. Kleines Destillierbuch. Ochsen zung … B … darumb ernert es die vunsinnigen vnd thoren die man binden můß … Echte Zaunwinde. Kleines Destillierbuch. Wyß Glocken … A … es was ein ertzotdin [eine Ärztin] zů fryburgk gesessen die kund kein ander kunst dan dyse vnd ernördt vyl menschen dar mit. |
| fell in den augen                                        | Grauer Star. Lorenz Fries 1518: Von den fellen der augen. Du solt wissen das etliche fel der augen seind zů vertreiben etlich nit. Die zů vertreiben seind / seind die nüwen vnd weisen / vnd das der mensch noch gesicht / dise fell wachsent in die augen von wegen böser füchte / vnd dowung da von dan grobe dempf in die augen steigend vnd darin gerinnet. So sie alt worden seind vnd dick / sein sy mit artzney nit zů wenden. … Vnd so [die Arznei] nit helffen wil / so můß man daz fell schneiden vnd ab ziehen.                                                                         | Schöllkraut. Büchlein von den ausgebrannten Wässern. Schelwurtz … ist gůt den augen / wann es machet sy lauter vnd benympt in die fel alle … Kleines Destillierbuch. Schelwurtz. A … ist wunderbarlicher würckung zů allen gebrechen der ougen / sunderlichen für fell vnd flecken in den ougen wann es reiniget sie vnd drucknet sie von aller böser füchtigkeit … macht ein gůt scharpff gesicht darumb es die fell vertriben ist on alles we vnd machet sie heiter vnd clar. |
| fickwartzen, fickblatern, vickblattern                   | Innerliche und äußerliche Geschwüre in der Genital- und Analregion. Feigwarzen | Gewöhnliche Hundszunge. Kleines Destillierbuch. Hunds zung krut … A … ist gůt für fickwartzen wo die sind / hat sie der mensch inwendig so sol er das wasser trincken … hat er sie aber vßwendig das man darzů kummen mag so wesch sie da mit. Hieronymus Bock 1539. Hundszungen wurtzel mit Teig überzogen / vnd also sittiglichen Teig vnd wurtzel mit einander inn der heissen äschen gebachen vnd gebraten / darnach den gebachen Teig darvon gethan / vnnd die gebraten wurtzel in den Leib gestossen / benimmet die hitz vnd schmertzen der innerlichen Feigwartzen / bringet sie bald wider zů der heilung / solches ist ein secret vnd bewert stücklein zů den hitzigen innerlichen Feigwartzen. … Scharbockskraut. Kleines Destillierbuch. Fick wartzen krut … ist ein pricipal für fickwartzen … Duftveilchen Büchlein von den ausgebrannten Wässern. Veyel … Das wasser in einem leynin tüchlin genetzet vnd vff die feygwartzen gelegt / die vertreibt es. … Kleines Destillierbuch. Blow violen … L / KK … Ist gůt für die vickwartzen … Echter Baldrian Büchlein von den ausgebrannten Wässern. Baldrian… Getruncken vnd vff feygwartzen gelegt vertreibt sy mannen vnd frauwen. … Kleines Destillierbuch, Denmarck wurtzel vnd krut … C … Dücher darin genetzt vnd vff fick wartzen geleit vertribt sie. … E … Gůt für die fickblatern die do fliessent. … T … Ist gůt für vicblatern. … Floh-Knöterich und Wasserpfeffer Kleines Destillierbuch. Phohen krut … A … Phohen krut wasser das erst mit den flecken [Flohknöterich] ist gůt für die vickwartzen / ein duch darin genetzt … Aber mit dem andern ohn flecken [Wasserpfeffer] die vickblottern dar mit geweschen … |
| fistel                                                   | Abszess. Siehe unter „krebs“ | |
| freisam                                                  | Ursprünglich mit der Bedeutung von „Gefahr“, „Schrecken“, „Drangsal“, „Ungestüm der tobenden Elemente“ belegt, wurde der Ausdruck „freisam“ in der Medizin des 15. Jh. zur Bezeichnung von „unnatürlicher innerer Hitze, die zur Körperoberfläche durchschlägt“ verwendet. | Wildes Stiefmütterchen. Büchlein von den ausgebrannten Wässern. Freysam … ist gůt den iungen kinden so sy die vnnatürlich hitz über laufft vnd sy bekrencket. … vnd ist gůt für alle böse hitz. Gart der Gesundheit. Freyschem krut. … drybet vß die böse füchtung vnd benympt daz freyschem in dem lybe vnd drybet das vß mechtiglich. Welchen kindern das freyschem geverde ist den sal man diß kruts einwenig schnyden in den bry. … Kleines Destillierbuch, Freissam krut. … darumb daz sin wasser gůt getruncken ist für ein kranckheit der iungen kinden genant dz freissam in latinischer zungen erisipela genant. … A … Ist gůt den iungen kinden wan sie die vnnatürlich hitz überloufft. … Echter Eibisch Kleines Destillierbuch, Ibisch… B … Für die vnnatürlich hitz genant dz freisem od erisipila … Wasserschierling und (oder) Gefleckter Schierling Gart der Gesundheit. Cicuta wontzerling … Eyn plaster gemacht von dem safft vnd geleyt vff den gebresten freyschum herisipela genant heilet den vnd setzet den smertzen. … Kleines Destillierbuch. Wuntscherling… A … gůt für das hellisch füer … Hieronymus Bock 1539 Schierling … Eusserlich. … Für das hitzig wild fewer vnd rot lauffen sol diß kraut / safft / vnd wasser / für alle andere artznei erwelt werden. … Acker-Schachtelhalm Kleines Destillierbuch. Katzen zagel krut… K … Glich einem pflaster über ein krancheit geleget / genant erisipela das sint cleine inbrinstige hitzige bletterlin als das freissam oder das schön. Flaschenkürbis Gart der Gesundheit, Cucurbita kurbiß … Item kurbiß wasser vff der kynder heubt gelegt ist die hitzige blatern vnd apostemen do selbst koelen. … Item kurbiß wasser mit roesen öle vermenget … ist auch gůt widder das freyschum genant erisipila. … Kleines Destillierbuch, Kürbs … C … vff der kynder houbt gelegt / ist die hitzigen blottern vnd apostemen da selbs külen. … E … Kürbs wasser mit roß öl gemenget … ist vast gůt wider … das freisam genant erisipla. Klatschmohn Büchlein von den ausgebrannten Wässern. Schnell plumen … Hilfft es fur das wild freysam an iungen oder alten leüten. Vnd sunderlichen ist es gůt für sant Anthonius plag dar vff gelegt vnd getruncken. … Kleines Destillierbuch. Klapper rosen … C … Ist ouch gůt getruncken … für das wild freisam. … D … Ist ouch sunderlichen gůt für sant anthonien blag getruncken … vnd dar vff gelegt. … O … Ist gůt für alle vnnatürlich hytz als die schön. … Hieronymus Bock 1539, Klapperrosen … Eusserlich. Kornrosen wasser leschet das wild fewer / das rotlauffen vnnd schöne darüber geschlagen … Kleine Braunelle Büchlein von den ausgebrannten Wässern, Braunellen … gůt für das gesegnet vnd das freysam … Gart der Gesundheit Brunella … vertribet das heylig füer. … Kleines Destillierbuch. Brunellen … K … gůt für das vngesegnet vnd für das freisam alten vnd iungen lüten. … |
| gesegnet, ungesegnet                                     | siehe unter freisam | |
| g(e)leich, geleiche                                      | Gelenk. Lorenz Fries 1518. Von kranckheiten der gleich | |
| gilb des magens                                          | Eine Art Gelbsucht mit Magenkrankheit | Gemeine Akelei. Kleines Destillierbuch. Ageleyen … B … ist gůt für die gilb des magens / und des magen mundes. … D … Für die übergeil des magens … Eucharius Rösslin 1533 Ageleyen wasser … für die Gall des Magens … Schöllkraut. Kleines Destillierbuch. Schelwurtz … N … Ist gůt für die übergell. … Gewöhnlicher Erdrauch. Kleines Destillierbuch. Duben kröpff … A … Gůt für die über geill. … Eucharius Rösslin 1533 Taubenkropff wasser … ist gůt für die geelsucht … |
| gruen, grien                                             | Sand im Flussbett, Harngrieß | Spargel. Büchlein von den ausgebrannten Wässern. Sparig. … gůt zů dem sand vnd vertreibt die materi do sand auß würt … Kleines Destillierbuch. Spargen. … B … verzert vnd vertribt daz grüen in den lenden vnd in der blasen. … Echter Sellerie. Kleines Destillierbuch. Epff … E … macht harnen / vnd vertribt das grüen in den lenden vnd in der blasen. … Birken. Kleines Destillierbuch. Byrckin loub … A … für das grüen in den lenden. … Echter Steinsame. Kleines Destillierbuch. Merhirß krut … A … ist gůt für den stein vnd das grüen. … Echte Brunnenkresse. Büchlein von den ausgebrannten Wässern, Prunnen kreß … vertreibt vast das grieß. … Kleines Destillierbuch. Brun kressen … A … ist gůt und bewert für das grüen. Vogelknöterich. Kleines Destillierbuch. Weggraß … F [falsch: I] … reiniget die nieren von de grüen vnd bewegt den harn vnd offnet die verstopffung der selbigen glyder vnd machet ab riechen die materi zů dem weg des harns … Weide. Kleines Destillierbuch. Wilgen loub … B … ist gůt für das grüen das treibt es vast von dir das du es in der harnkacheln wol siehst das vil sand darin lygen ist als lang byß du genyßt. … Echtes Eisenkraut. Kleines Destillierbuch. Isen krut … S … reiniget ouch die nieren von dem grün vnd zerteilt den stein in der blosen. … Tamariscen Kleines Destillierbuch, Tamariscen … Aber hie des da vil wachsen ist in den grüenen des rinß [in den Kiesbänken des Rheins]. |
| harnwind, kalter seich                                   | Gestörte Harnentleerung | Eberraute. Gart der Gesundheit. Abrotanum Stabwortz … Bricht vnd dribet vß den steyn der in der blasen wechßt vnd nyeren vnd widder den kalt seych. … Kleines Destillierbuch. Schoßwurtz. … Y … vertribt das tröpfflen des harn genant die harn wind. … Z Hilffet den die kalten seich habent oder die do dröpflecht harnen … Feld-Mannstreu. Kleines Destillierbuch. Manß trü … A … ist gůt wider harn wind genant stranguirea. … |
| hertzgspann, hertzgesperr, hertzgespon                   | Spannungs- oder Druckgefühl im Oberbauch und im Brustkorb | Echtes Herzgespann. Gart der Gesundheit. Cordiaca hertzgespan … Diß krut ist gůt dem zyttern hertzen … Item diß krut gestoissen mit syner wůrtzell vnd das geleyt vff die brust benympt den zwang an dem hertzen vnd machet auch also genutzt eyn rumig brust … Eberraute. Büchlein von den ausgebrannten Wässern. Stabwurtz … ist gůt den iungen kinden für das hertzsgespon vnd für das grymmen in dem bauch. … Kleines Destillierbuch. Schoß wurtz … M … ist gůt den iungen für hertz gespan. … Hieronymus Bock 1539 Stabwurtz … Vertreibt das Hertz gesperr Cardiacam. Waldgeißblatt. Büchlein von den ausgebrannten Wässern. Spöck lilien … ist gůt für das hertz gesper vnd beczwang vmb die prust … Kleines Destillierbuch. Lienen blumen … A … vast gůt für das hertz gespan. … B … gůt für gezwanck vnd engikeit vmb die brust … |
| hertz-ritten                                             | Herz-„Fieber“, Herzklopfen | Borretsch. Kleines Destillierbuch. Burretsch krut … L … ist gůt für den hertz ritten … Gundermann. Kleines Destillierbuch. Gundreb … A … ist gůt für den hertz ritten. … Kleine Braunelle. Kleines Destillierbuch. Brunelle … F … gůt für den ritten der eim vmb die brust vnd hertz lygt … |
| heschen, heschitz                                        | Schluchzen, Schluckauf | Wermutkraut. Büchlein von den ausgebrannten Wässern. Wermůt … ist auch gůt für den heschitz. Kleines Destillierbuch. Wermůt … F … Ist ouch gůt für das vnwillen vnd erbrechen vnd vff stossen. Hirschzungenfarn. Büchlein von den ausgebrannten Wässern. Hirßzungen … Es ist ouch gůt für den heschen. … Kleines Destillierbuch. Hyrtz zung … D … Ist gůt für den heschen oder kluchsen in latinischer zun-gen singultus genat. |
| hinsch, hynsch                                           | Krankheit mit Atemnot bei Mensch und Tier, vor allem aber beim Pferd | Gewöhnliche Osterluzei. Gart der Gesundheit, Aristologia longa osterlytzye … Welches pfert gewont wirt vff dem rügk von vielem ryten oder dragen der strauwe des pulvers … in die wonden. … Kleines Destillierbuch, Blatt 59r, … Lang Holwurtz … In tütscher sproch osterluci / oder holwurtz / od biber wurtz / od hynsch krut. darumb so man das krut den pferden an den hals henckt innen die hynsch vertribt. … Hieronymus Bock 1539, Teil I, Kapitel 57, Osterluzey … Inn summa / Osterlucey vnd Holwurtz / seind zů allen fliessenden schäden dienstlich / Vihe vnd Leuten. Derhalben die Roß Artzet vnd Schmid / solcher wurtzel vnd kraut zů den verwundten Pferden nit entpären können. Bittersüßer Nachtschatten. Kleines Destillierbuch. Ye lenger ye lieber. … ouch von etlichen hinsch krut [genannt] / darumb das man das krut dem fych ouch anhencken ist für die hinsch. … Hieronymus Bock 1546, Ye lenger ye lieber oder Hyndschkraut. … Von den Namen. … Andere nennens Hynschkraut / darumb das es zům Vihe für die Hynsch genützt würt / gleich der Osterlucyen. … Eusserlich. Die Hirten wissen das kraut wol zům Rindtvihe vnd schweinen zů brauchen / hencken es etwan dem Vihe an den Halß für die Hinsch / derhalben sie disem kraut den namen Hinschkraut geben. … Weinrebe. Hieronymus Bock 1546, Zame Weintrauben … Hinsch trauben seind die aller gemeinsten beinahe in allen wein ländern … Harthinsch [wachsen] vmb Türckheim und Wachenheim. … |
| kalt, kaldt, kalt wee                                    | Fieber, kaltes Fieber, Fieber mit Schüttelfrost | Echter Lavendel. Kleines Destillierbuch. Lavander … C … ist gůt für das kalt gesücht. … Echte Katzenminze. Kleines Destillierbuch. Nebten krut … I … heylet vnd vertreibt das feber oder kalt das von melancoly kumpt / das ist dz vierteglich feber. … Breitwegerich. Gart der Gesundheit. Plantago maior wegerich … Benympt das kalt das lange geweret hait. … Kleines Destillierbuch. Breit wegerich … DD … Ist güt wer das febres hat / getruncken … ee in das kalt an kumpt. … Vogelknöterich. Gart der Gesundheit. Proserpinata wegdred … Item welchem menschen der frost an qweme also daz er schudder der drincke wegdred mit wyn vnd nit mit wasser eß hilffet vnd benympt das febres. … Kleines Destillierbuch. Weggras … C … Ist ouch gůt wen sich das kalt erhebt an dem lyb mit hytz. … |
| kalter seich                                             | Siehe unter harnwind | |
| krebs                                                    | Lorenz Fries 1518: Von fistulen vnnd dem krepß … : Der kreps vnd die fistulen nit ein ding seind aber dyweil sie beyde mißlich zů wenden seind vnd vil gemeinsame habend in der hilff so will ich dir von kurtze wegen mit einander da vonn sage. Zům ersten solt du wissen das ein fistul nitt anders ist dann ein holer schad vßwendig eng vnd inwendig weit vnd tieff gleich als ein pfeiff. Der kreps ist aber ein melancholisch geschwer rotunder figur mit großem schmertzen vnd nagen des fleischs, vrsach dißer schaden seint böser scharpfer füchten / flegmatis salsi oder colere aduste. | Benediktenkraut. Kleines Destillierbuch. Cardus benedictus … Q Cardus benedictus wasser ist gůt für den krebs do mit geweschen / vnd das krut gepuluert / vnd dar in geseget / daz ist bewert von eym herren bredigerß ordens hat den krebs zwischen der nasen vnd den ougen das ist noli me tangere. … S … die bösen fisteln heilet es domit geweschen. … T … ein riche frow zů Augßburgk / die het ein krebs an einer brust den nyemand geheilen kunt / weder scherer noch artzet / vnd aß ir ouch die brust ab biß vff daz gebein. … Deutsche Schwertlilie. Büchlein von den ausgebrannten Wässern. Plaw lilien… Es ist auch gůt getruncken für … den krebs / vnd für Nolime tangere. … Kleines Destillierbuch. Blow gilgen … G … Heilt den krebs zů glycher wyse geweschen vnd darüber gelegt. … H. … Heylet noli me trangere / das ist ein vmb sich essender schaden. … Liebstöckel. Kleines Destillierbuch. Lieb styckel … H … Heilt ouch den krebs an dem mund. … Waldgeißblatt. Gart der Gesundheit. Caprifolium geyßblatdt … dienet fast wöl den bösen blatern oder gebresten als dan ist der wolff der krebs daruber gestrichen. … Kleines Destillierbuch. Lienen blumen … Y … heilet den krebs an dem mund. … Schlangen-Knöterich. Kleines Destillierbuch. Noter wurtz … K … ist gůt für den krebs der nit vlceriert dz ist ein böß geschwere gern wachsend vff dem rucken mit vil löchern. doch am letzten eins dar vß würt. … Rosmarin. Kleines Destillierbuch. Roßmarinen … V … rechtfertiget die zen vnd büeler / vnd heilt den krebs vnd fistel daran. … II … Es heilt ouch versaltzen fleugma / fistel vnd den krebs / den man anders nit heilen mag … |
| kregen augen                                             | Krähenauge = Hühnerauge, Leichdorn, clavus | Edle Weinrebe. Kleines Destillierbuch. Gesamlete reben wasser. … F … gůt für wartzen / vnd pozas / das sint kregen ougen… Schnecken. Kleines Destillierbuch. Schnecken … A … gut für kregen ougen so man sie vor beschnydet … |
| lunge. steigen oder wachsen der lunge in die kehle       | Lungen-Blähung | Echter Ehrenpreis. Kleines Destillierbuch. Erenbris… R … heylt vast die lung so sie im menschen fület vnd in die kele stiget … Königskerzen. Kleines Destillierbuch. Wullen krut waſſer … C … iſt gut getruncken … dem die lung in die kel ſtygen iſt oder wachſet. Otto Brunfels: Contrafayt Kreuterbůch. 1532, S. 332: Das gebrant waſſer … Soll gedruncken werden von denen / ſo die lung vff ſteiget in die käle. |
| megere, mager                                            | Trockene Hautflechte Heidelberg, Cpg 226, Elsass, 1459–1469: Eyn sucht heißt die mager vnd seet / als es ein grint sÿ / der grint schüst vß / vnd swirt nit vnd rüset doch allezÿt sere / oder ist etwan auch trucken / wiltu das heilen / nym ein krut heißet mager / das krut ist gestalt als kleber / wann das kleber ruch ist so ist das krut mager glat. Diß krut nym vnd druck das safft daruß vnd thu es wo der smercz sy / oder nym des krutes bleter vnd smer vnd mach ein salb daruß. | Meerrettich. Kleines Destillierbuch. Merrettich … E … ist ouch gůt zu schaden die do trüffen vnd iucken / das ist als vyl als die megere. Wiesen-Labkraut Hieronymus Bock 1539 Von Megerkraut … Von den Namen … Das mit den weissen blümlein nennet man Megerkraut / brauchen die Weiber für die dürre Raud vnd Grindt der jungen Kindlein in Bädern gesotten. Gewöhnlicher Andorn. Hieronymus Bock 1539 Andorn … Eusserlich … Das wasser von Andorn gesotten heilet alle böse grind / Schüppen / flechten vnd zittermäler. Darumb die jungen Kinder welche den Andorn vnd Megerey haben darin gebadt sollen werden. Aufrechtes Glaskraut. Hieronymus Bock 1539 Tag und Nacht … Eusserlich … heilet auch allen fliessenden Grind / als Zittermäler / Flechten und Fressende schäden. Vmb des willen soll man junge grindige Kindlein / welche die Mägerey haben / inn disem kraut baden. … |
| mischfarbe, mißfarbe                                     | Gesichtsfarbe nach einer Krankheit | Fingerkräuter. Heidelberg, Cpg 226, Elsass 1459–1469, Blatt 96r: Fünffinger ist gut der die mysel farbe hat der sol machen kuchelin vß funffinger vnd uß semel mele vnd sol das nün tag nüchtern essen. Meisterwurz. Gart der Gesundheit. Astrens meister wortz … wer die misch farbe hette. … Otto Brunfels 1532: … Meysterwurtz … vertreibet die misszfarb. Echter Eibisch. Gart der Gesundheit. Altea ybisch … Der samen … verdribet aller hande mischflecken vnder den augen … Rheum palmatum. Gart der Gesundheit. Rheubarbarum … Item endivien waßer dar in reubarbara gewest ist … ist gůt widder die mißfarb … Weiße Meerzwiebel. Gart der Gesundheit. Squilla ertzwobel … Squilla bereit als vorgschrieben … vnd ist auch gůt widder waßer suchtikeyt vnd widder die miß farbe genant ictericia. … |
| nagel in den augen                                       | Einseitiger, wie von einem ins Gehirn eingeschlagenen Nagel herrührender Kopfschmerz (Grimm: nagel (V,5) ). | Benediktenkraut. Kleines Destillierbuch. Cardus benedictus … B … sundlichen fur das we dz kumpt über die ougen genant emigrania / oder von etlichen tütschen der nagel dz einen beduncket dz man im ein nagel schlage durch sin houbt. Kornrade. Kleines Destillierbuch. Ratten krut … B … gůt für den nagel in den ougen wie sorglich er ist … Hieronymus Bock 1539: Raden … Eusserlich. … Die samen zerstossen / oder der außgetruckt safft von allen Märgen Rößlein und Raden kreuttern / leschen die Hitz vnd stillen den schmertzen der Augen / leine düchlein darinn geweycht vnd warm vbergeschlagen. Der safft inn die schwerende Augen gethan / reiniget sie mit eilender heylung. Gemeine Wegwarte. Kleines Destillierbuch. Wegwyß blumen … D … ist gůt für den nagel in den ougen vnnd ander gebresten me / darin am abent gethon … Hieronymus Bock 1539. Wegwart… Das wasser von den blawen blümlein gebrandt / ist ein Edle artzney zů den hitzigen duncklen Augen / vber gelegt. Deutsche Schwertlilie. Kleines Destillierbuch. Blow gilgen wurtzel … P … in die augen gethon thůt ab die flecken vnd nagel der augen. |
| noli me tangere                                          | Siehe unter „krebs“ | |
| okallen                                                  | kallen = Schreien, laut oder viel reden. Die Bedeutung von okallen bleibt unklar. Leises Reden oder Sprachlosigkeit bei Depression? Heiserkeit? | Borretsch. Kleines Destillierbuch. Burretsch Blumen. … B … macht das hertz frölichen vnd frisch / vnd erfröwet das gemüt / vnd vertribt trurigkeit vnd okallen …. Gewöhnlicher Tüpfelfarn. Kleines Destillierbuch. Engelsüß … B … ist gůt für dorechte synn / melanncoly / vnd okallen. Gamander-Ehrenpreis. Kleines Destillierbuch. Gamander … E … vertribt das okallen … |
| risen, risender stein                                    | Herabfallen, herabfallender Harnwegs-Stein | Petersilie. Kleines Destillierbuch. Peterling . A … gůt für den risen stein … Braunstieliger Streifenfarn. Gart der Gesundheit. Saxifraga … den stein brichet in der blasen vnd den zu sant macht daz er dester baß ryset … Kleines Destillierbuch. … Steynbrech wasser … sin tugent und krafft ist den rysenden steyn zů brechen und uß zetriben … Majoran. Kleines Destillierbuch. Meigeronen … E … vertrybet den rysen stein … Pfirsich. Kleines Destillierbuch. … Pfirsich loub … D … gůt für den rysen stein. … Eiche. Kleines Destillierbuch. Eichen loub … P … für den risenden steyn in den lenden vnd für das gruen … |
| ritten, ridern                                           | Fieber, im Fieber zittern, Zittern | Echte Betonie. Kleines Destillierbuch. Bathonie … C … ist gůt getruncken den die ein heissen ritten haben … wan es kült alle heisse quartana. Rosmarin. Kleines Destillierbuch. Rosmarin … Z … ist gůt den ridern vnd zittern der glider. Vogelknöterich. Gart der Gesundheit. Proserpinata wegdred … Item wer quartana hette das ist der vierdegelich ritten. … Wiesen-Sauerampfer. Kleines Destillierbuch. Ampffer … B … Ist gůt für den heissen ritten. … |
| röbtzen                                                  | Rülpsen, Aufstoßen | Echtes Tausendgüldenkraut. Kleines Destillierbuch. Dusent güldin krut … H … ist gůt dem bösen vffstossenden vnd röbtzen magen. Dill. Kleines Destillierbuch. Dillen … C … Bringt den bösen wint vß dem magen / vnd würt röbtzen. Anis. Kleines Destillierbuch. Enis … A … Benympt die schweren röbtzen vß dem magen. |
| ruckdorn, rucken gradt, rückgrot, rughpain, ruck meissel | Rückgart, Wirbelbein, Rücken | Flaschenkürbis. Gart der Gesundheit. Cucurbita kurbiß … Item kurbiß wasser mit rosen öle … dar mit geschmiert die lenden vnd den ruckmeyssel … Kleines Destillierbuch. Kürbs … E … dar mit geschmieret die lenden vnd den rückmeisel … Gänsefingerkraut. Büchlein von den ausgebrannten Wässern. Grensig … Ist gůt den die siech synd in dem rucken gradt. … Kleines Destillierbuch. Genserich … G … Ist gůt den die siech im rückgrot sind. … Hieronymus Bock 1539 Genserich … Stillet das Bauchweh und Ruckenwethumb. … Gemeiner Wacholder. Konrad von Megenberg. Buch der Natur. Kramwitbaum … den ruckdorn da mit salbet … Gart der Gesundheit. Juniperus wegholler … Plinius das öle … do mit gesmieret den ruck meissel … |
| rüsamen, risemen                                         | Hautflecken, Sommersprossen. Grimm. Riesel: … Das Herunterfallende, Abfallende … (3) Übertragen auf die Sommersprossen, die gleichsam wie Hagelkörner auf den Körper des Menschen gefallen sind. | Vielblütige Weißwurz. Kleines Destillierbuch. Wiß wurtz … D … vertrybt die rysemen vnder den antlyt … Hieronymus Bock 1539. Weißwurtz .. Eüsserlich … Das wasser von Weißwurtz ist das aller best vnd berümpst / zů aller hand flecken Risemen vnd andere vngeschaffene mäler vnder den augen auch sunst am leib … Zaunrüben. Kleines Destillierbuch. Wild zytwan wurtzel … F … gůt für die rüsemelin vnder den ougen … Madonnen-Lilie. Kleines Destillierbuch. Wyß gilgen … Q … wer ryßemet ist vnder dem angesicht … Polei-Minze. Kleines Destillierbuch. Boley… CC … ryssemen under dem antlit … |
| schnebel eyßlin                                          | Mitesser, Akne. | Langstieliger Pfeffer-Milchling. Kleines Destillierbuch. Pfifferling. … B … für die roten bletterlin vnd schnebel eyßlin vnder dem antlit. … Weinrebe. Kleines Destillierbuch. Gesamlet reben wasser … D … ist gůt für die schneblyssen vnder dem angesicht … EuchariusRoesslin. Kreutterbuch 1533: Reben wasser … gůt für schnebliß vnder dem angesicht … |
| schön, schöne                                            | Erysipel | Breitwegerich. Kleines Destillierbuch. Breit Wegrich ... HH ... ist gůt für vnnatürliche hitz / als die schöne vnd sunst fliegende hitz … Vogelknöterich. Kleines Destillierbuch. Weggras ... D ... ist auch gůt für allen schmertzen der wunden so die schön oder das vngesegnet dz ist die wunt sucht dar zů schlegt oder sunst hitz zů den wunden kem … Gewöhnliche Haselwurz. Kleines Destillierbuch. Hasel wurtz... A ... löscht alle hytz an allen glydern ... B ... gůt zů der heissen lebern ... C ... gelegt über die schön ... Schachtelhalm. Kleines Destillierbuch. Katzen zagel krut ... K ... Glich einem pflaster über ein krancheit geleget / genant erisipela das sint cleine inbrinstige hitzige bletterlin als das freissam oder das schön. Klatschmohn. Büchlein von den ausgebrannten Wässern. Schnell plumen ... Hilfft es fur das wild freysam an iungen oder alten leüten. Vnd sunderlichen ist es gůt für sant Anthonius plag dar vff gelegt vnd getruncken. … Kleines Destillierbuch. Klapper rosen... C ... Ist ouch gůt getruncken ... für das wild freisam. ... D ... Ist ouch sunderlichen gůt für sant anthonien blag getruncken ... vnd dar vff gelegt. … O ... Ist gůt für alle unnatürlich hytz als die schön. … Hieronymus Bock 1539. Klapper rosen… Eusserlich. Kornrosen wasser leschet das wild Feuer / das Rotlauffen und schöne. Königskerzen. Kleines Destillierbuch. Wullen krut... F ... ist gůt fur ein byssende rud ... G ... ist auch gůt ob die schön darzů geschlegen wer. ... Hieronymus Bock 1539. Wulkraut... Eusserlich ... Das gebrant wasser ... dienet wol zůr schöne / zům heyligen fewer / vnd zů aller hand brandschaden. |
| schwelckern                                              | Übelkeit | Gewöhnliche Berberitze. Kleines Destillierbuch. Surouch. A … ist gůt für schwelckern vffstossen vm das hertz. |
| schwer, schweren, schwieren, geschwer                    | Entzündung, Geschwür | Kornblume. Kleines Destillierbuch. Blow korn blumen … A … ist gůt den augen die rot sint vnd vast schweret. Echter Hopfen. Gart der Gesundheit. Humulus sive hoppen ... Den safft von hoppen warm in die oren gelaissen benympt den eyter darvß vnd das sweren. … Kleines Destillierbuch. Hopffen … B … vertribt das eiter vnd geschwer der oren. Ysop. Kleines Destillierbuch. Isop … M … ist vast gůt den der magen schwiert … Duftveilchen. Kleines Destillierbuch. Blow violen ... V … Ist gůt welchem das zan fleisch od der gumme schwiert. … |
| sundersiech, ußsetzig                                    | aussätzig | Wald-Geißblatt. Büchlein von den ausgebrannten Wässern. Spöck lilyen … dem gůt der sich besorget sundersiech zu werden. … Kleines Destillierbuch. Lienen blumen … H … ist gůt wer sich besorgt vßsetzig zů werden … |
| süre                                                     | Hauterkrankung | Garten-Rettich. Kleines Destillierbuch. Raphanus – Rettich laub. ... A ... Rettich loub wasser ist gůt für süren an den henden oder füssen wo sie sint das gebrant wasser gemyscht vnd vermengt mit eym wenig saltz / die süren dar in gebadet zwen oder dry tag allen tag zwo stunden / ein vör mittag / vnd ein dar nach / sie brechen vnd heilent. Karden. Kleines Destillierbuch. Karten wasser dz darinstat … C … gůt zů den süren an den henden vnd an den füssen oder vff den füssen oder vff den zehen vnd bestrich die süren mit so sie vor ein wenig erhaben sind mit einer nadeln. |
| übergeil (des magens), übergell                          | Siehe unter „gilb des magens“ | |
| ungesegnet                                               | Siehe unter „freissam“ | |
| wolf                                                     | Hautentzündung, um sich fressendes Geschwür | Breitwegerich. Kleines Destillierbuch. Breit wegerich. … MM … heilet den wolff der würt in den diechen der bein / vnd ist ouch gůt für sin nagen vnd vmb sich essen. Gemeiner Odermennig. Gart der Gesundheit. Agrimonia odermyng ... Odermynge grün vnd frisch gestoißen vnd vff die bösen swern geleyt da von sich erhebt der wolff. … Meerrettich. Kleines Destillierbuch. Merrettich ... R ... heilet auch den wolff an den beinen. Waldgeißblatt.- Lonicera, Gart der Gesundheit. Caprifolium geyßbladt ... Diß wasser dienet fast wöl den bösen blatern oder gebresten als dan ist der wolff der krebs ... Aufrechtes Glaskraut. Gart der Gesundheit. Parietaria dag vnd nacht ... Den safft von den samen gemischt mit blywyß … vnd auch vff den gebresten geleyt gelegt herpetes oder herpestiomenus genant das ist ein geswere das daz fleysch an dem lybe verzert vnd yßet. vnd kumpt von der gebranten colera vnd ist böser dan der krebs. auch nennet man es den wolff. … |
| wurm am finger                                           | Nagelbettentzündung | Sadebaum. Kleines Destillierbuch. Seuenboum … B … Ein důch dar in genetzt vnd über eyn finger geleit … tötet den wurm an dem finger. Polei-Minze. Gart der Gesundheit. Polegium poley ... Poley gestoßen vnd gemischet mit saffran … pannaricium das ist eyn geswer an den nageln der hende vnd wirt gemeynlich geheyßen worm. … Wasserpfeffer. Gart der Gesundheit. Ydropiper wasser pfeffer … Vor den worm an dem finger … Hausrind. Kleines Destillierbuch. Rinds gallen ... B ... ist gůt für den ungenanten wurm an eym finger / ein düchlin dar in genetzt unnd dar über geleit und gebundē / das zwei oder dry mol uff ein ander gethon ... so stirbt der wurm für war. … Weinraute. Kleines Destillierbuch. Ruten ... DD ... Stillt den schmertzen der gleich vor ab der finger / ... besund so eins den wurm dar an hat. Schwarzer Holunder. Gart der Gesundheit. Sambucus holler ... Auch also geleyt vff das geswere das sich gern erhebet an den fingern vnd heyßet gemeynlich der worme ... |
| zittermal, zittersche                                    | Trockene Hautflechte, rötlicher Ausschlag im Gesicht | Waldgeißblatt. Kleines Destillierbuch. Lienen blumen … V … vertrybt serpigines vnd impetigo das sint zyterschen vnd trucken grint. Stumpfblättriger Ampfer. Kleines Destillierbuch. Menwel wurtzel … zytersch wurtz / darumb das si für die zytterschen gůt ist. Hieronymus Bock 1539, ... Menwelwurtzel ... Eusserlich ... Etlich machen grindt salben darauß / nemen Menwel wurtzel gepulvert / temperieren das selbig puluer mit essig ... das soll eyn berümpte artznei sein zů allen Zitterßen vnd flechten. ... Wiesen-Sauerampfer. Kleines Destillierbuch. Ampffer … K ... Vertribt zitterschen / ein lynen tůch oder werck dar in genetzt / vnd dar über gelegt. … Meerrettich. Kleines Destillierbuch. Merrettich... D ... ist ouch gůt zů schadē die da iucken uñ gatz sind als zytterschen. ... Färberwaid. Hieronymus Bock 1539. Waidt … Puluer / von den gedörten kreüttern gemacht / vnd reyn durch gesycht / druckenen vnd heylen allerhand feüchte rinnende schaden / als Zittersche / Flechten / vnd ihres gleichen. Gewöhnlicher Andorn. Hieronymus Bock 1539. Andorn ... Das wasser von Andorn gesotten heilet alle böse grind / schůppen / flechten und zittermäler. Darumb die jungen Kinder welche den Andorn vnd Megerey haben darin gebadt sollen werden. Aufrechtes Glaskraut. Hieronymus Bock 1539. Tag und Nacht … Eusserlich … Der safft mit Bleiweiß temperiert … heilet auch allen fliessenden Grind / als Zittermäler / Flechten vnd Fressende schäden. … |